# Modest Prats i Domingo

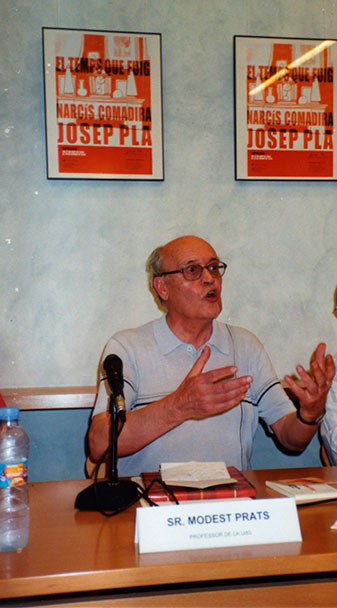
Modest Prats i Domingo

Modest Prats i Domingo (* 5. September 1936 in Castelló d’Empúries; † 29. März 2014 in Girona) war ein spanischer Kleriker, Theologe, Romanist und Katalanist.

## Leben und Werk
Prats wurde 1959 zum katholischen Priester geweiht und studierte Romanische Philologie und Theologie in Barcelona, Rom und Paris. Ab 1981 lehrte er katalanische Sprachgeschichte an der Universität Girona (2002 emeritiert). Er war Mitglied des Institut d’Estudis Catalans (2005) und Träger des Creu-de-Sant-Jordi-Preises (2004).

## Werke
- (mit Josep Maria Nadal) Història de la llengua catalana. 1. Dels orígens al segle XV. 2. El segle XV, 2 Bde., Barcelona 1982–1996
- (mit Joan Carreres) Verdaguer a la Mare de Deu del Mont, Salt 1984, 2011 (Jacint Verdaguer)
- (Hrsg. mit Pedro M. Cátedra) Història de París i Viana. Edició facsímil de la primera impressió catallana (Girona, 1495),  Girona 1986
- (mit  August Rafanell und Albert Rossich) El futur de la llengua catalana, Barcelona 1990, 8. Auflage 1999
- (Hrsg.) Politica lingüistica de l'Església catalana. Segles XVI-XVII : concilis de la Tarraconense, anys 1591, 1636, 1637, Vic 1995
- (Übersetzer) Jean Racine, Fedra, Barcelona 1999
- (mit anderen) Literatura catalana. Batxillerat, Barcelona 2002
- Engrunes i retalls. Escrits de llengua i de cultura catalanes, hrsg. von Francesc Feliu, Girona 2009
- Homilies de Medinyà, Barcelona 2011